# Festiwal filmowy
Festiwal filmowy – wydarzenie kulturalne dotyczące filmu. Organizowane zwykle na zasadzie konkursu, podczas którego jury lub publiczność przyznają nagrody w określonych kategoriach.
Pierwszy festiwal filmowy odbył się w 1932 w Wenecji.

## Wybrane festiwale filmowe

### Na świecie
- Ałmaty (Kazachstan) – Międzynarodowy Festiwal Filmowy „Eurasia”
- Antalya (Turcja) – Festiwal Filmowy w Antalyi
- Awinion (Francja) – Festiwal Filmowy w Awinion
- Barcellona Pozzo di Gotto (Włochy) – Festiwal Filmów Krótkometrażowych Jalari in Corto
- Berlin (Niemcy) – Międzynarodowy Festiwal Filmowy w Berlinie (luty)
- Bogota (Kolumbia) – Festiwal Filmowy w Bogocie
- Bruksela (Belgia) – Międzynarodowy Festiwal Filmów Fantastycznych w Brukseli
- Busan (Korea Południowa) – Międzynarodowy Festiwal Filmowy w Busan
- Cannes (Francja) – Festiwal Filmowy w Cannes (maj)
- Cartagena de Indias (Kolumbia) – Międzynarodowy Festiwal Filmowy w Cartagena de Indias
- Courmayeur (Włochy) – Festiwal Courmayeur Noir in
- Edynburg (Wielka Brytania) – Festiwal Filmowy w Edynburgu
- Frankfurt nad Menem (Niemcy) – Lucas Międzynarodowy Festiwal Filmów Młodego Widza
- Gandawa (Belgia) – Film Fest Gent
- Gijón (Hiszpania) – Międzynarodowy Festiwal Filmowy w Gijón
- Haugesund (Norwegia) – Norweski Międzynarodowy Festiwal Filmowy
- Jeonju (Korea Południowa) – Międzynarodowy Festiwal Filmowy w Jeonju
- Karlowe Wary (Czechy) – Międzynarodowy Festiwal Filmowy w Karlowych Warach (lipiec)
- Kijów (Ukraina) – Międzynarodowy Festiwal Filmowy Molodist w Kijowie
- Kluż-Napoka (Rumunia) – Międzynarodowy Festiwal Filmowy Transilvania
- Kolkata (Indie) – Festiwal Filmowy w Kolkacie
- Küstendorf (Serbia) – Festiwal Filmowy w Küstendorf (styczeń)
- Locarno (Szwajcaria) – Festiwal Filmowy w Locarno (sierpień)
- Londyn (Wielka Brytania) – Festiwal Filmowy w Londynie
- Los Angeles (USA) – AFI Fest
- Montreal (Kanada) – Montreal World Film Festival (sierpień)
- Moskwa (Rosja) – Międzynarodowy Festiwal Filmowy w Moskwie (czerwiec)
- Namur (Belgia) – Międzynarodowy Festiwal Filmów Frankofońskich w Namurze
- Park City (USA) – Sundance Film Festival
- Praga i Brno (Czechy) – Czeski Gejowski i Lesbijski Festiwal Filmowy „Mezipatra”
- Rotterdam (Holandia) – Międzynarodowy Festiwal Filmowy w Rotterdamie
- Rzym (Włochy) – Międzynarodowy Festiwal Filmowy w Rzymie
- Saloniki (Grecja) – Międzynarodowy Festiwal Filmowy w Salonikach
- San Francisco (USA) – Międzynarodowy Festiwal Filmowy w San Francisco
- San Sebastián (Hiszpania) – Międzynarodowy Festiwal Filmowy w San Sebastián (wrzesień)
- Sarajewo (Bośnia i Hercegowina) – Festiwal Filmowy w Sarajewie
- Setúbal (Portugalia) – Międzynarodowy Festiwal Filmowy Festroia
- Sitges (Hiszpania) – Kataloński Międzynarodowy Festiwal Filmowy w Sitges
- Stambuł (Turcja) – Międzynarodowy Festiwal Filmowy w Stambule
- Sydney (Australia) – Festiwal Filmowy w Sydney
- Sztokholm (Szwecja) – Międzynarodowy Festiwal Filmowy w Sztokholmie
- Teplice nad Metují (Czechy) – Międzynarodowy Festiwal Filmów Górskich
- Thiruvananthapuram (Indie) – Międzynarodowy Festiwal Filmowy w Kerali
- Toronto (Kanada) – Festiwal Filmowy w Toronto
- Turyn (Włochy) – Festiwal Filmowy w Turynie
- Valletta (Malta) – Festiwal Filmowy w Valletcie
- Walencja (Hiszpania) – Festiwal Filmów Śródziemnomorskich w Walencji
- Wenecja (Włochy) – Międzynarodowy Festiwal Filmowy w Wenecji (wrzesień)
- Wiesbaden (Niemcy) – GoEast – Festiwal Filmów Centralnej i Wschodniej Europy (kwiecień)

### W Polsce
- Ogólnopolski Festiwal Filmów Afrykańskich „Afrykamera” (kwiecień)
- Ogólnopolski Festiwal Polskiej Animacji „O!PLA” (marzec-maj)
- Bełchatów – Festiwal Filmowy „NAKRĘCENI” (listopad)
- Białystok – Międzynarodowy Festiwal Filmów Krótkometrażowych „ŻubrOFFka” (grudzień)
- Bydgoszcz – Międzynarodowa Off-Era Filmowa (styczeń)
- Bydgoszcz – AFF-Era Filmowa (luty)
- Bydgoszcz – KolorOFFon Film Festiwal (kwiecień)
- Bydgoszcz – Międzynarodowy Festiwal Sztuki Reportażu Camera Obscura (październik)
- Bytom – Festiwal Popularyzatorów Filmowych „Bytom Film Festival” (wrzesień)
- Cieszyn – Kino na Granicy (kwiecień/maj)
- Cieszyn – Wakacyjne Kadry (lipiec)
- Festiwal Filmowy „Kino Niezależne Filmowa Góra” – m.in. Bielsko-Biała, Kostrzyn nad Odrą, Tarnów, Zielona Góra, Zgorzelec (lipiec-sierpień)
- Gdynia – Festiwal Polskich Filmów Fabularnych (wrzesień; w 2010 roku – maj)
- Gdynia – Festiwal Filmów Dokumentalnych NNW (wrzesień)
- Gdynia – Transvizualia (październik)
- Gliwice – Gliwicki Offowy Festiwal Filmowy GOFFR
- Gniezno – Offeliada (Ogólnopolski Festiwal Filmów Amatorskich i Niezależnych OFFELIADA w Gnieźnie, październik)
- Ińsko – Ińskie Lato Filmowe (sierpień)
- Janów Lubelski – Festiwal Artystów Filmu i Telewizji FART
- Jelenia Góra – Festiwal Filmów Komediowych i Niezależnych Barejada (wrzesień)
- Kazimierz Dolny – Festiwal Filmu i Sztuki DWA BRZEGI Kazimierz Dolny-Janowiec n/Wisłą (lipiec/sierpień)
- Katowice – Festiwal Filmów Kultowych (maj)
- Katowice – Festiwal Sztuki Filmowej „Celuloid, Człowiek, Cyfra”
- Katowice – Festiwal Filmów Niezależnych kilOFF (kwiecień)
- Katowice – Węgiel Student Film Festiwal (kwiecień)
- Kędzierzyn-Koźle – Międzynarodowy Festiwal Filmów Niezależnych im. Ireneusza Radzia „Publicystyka” (październik)
- Kielce – Festiwal Form Dokumentalnych NURT listopad
- Kosakowo – Baltic Independent Film Festival – Festiwal Filmów Niezależnych nad Bałtykiem (czerwiec/lipiec)
- Koszalin – Festiwal filmowy – Młodzi i Film (wrzesień)
- Kraków – Krakowski Festiwal Filmowy (maj/czerwiec)
- Kraków – BNP Paribas Green Film Festival (sierpień)
- Kraków – Międzynarodowy Festiwal Filmowy „Etiuda&Anima” (listopad)
- Kraków – Festiwal Filmu Niemego (grudzień)
- Telewizyjny Festiwal Filmowy Kręci się... (lipiec, sierpień)
- Lądek-Zdrój – Przegląd Filmów Górskich im. Andrzeja Zawady (wrzesień/październik)
- Lublin – Lubelski Festiwal Filmowy (listopad)
- Lubomierz – Ogólnopolski Festiwal Filmów Komediowych
- Łagów – Lubuskie Lato Filmowe (czerwiec/lipiec)
- Łódź – Transatlantyk (lipiec)
- Łódź – Festiwal Kamera Akcja (październik)
- Łódź – Festiwal Mediów Człowiek w Zagrożeniu (listopad)
- Łódź – Cinergia (listopad/grudzień)
- Nowa Sól – Solanin Film Festiwal (sierpień)
- Opole – Festiwal Filmowy Opolskie Lamy (październik)
- Ostrołęka – Filmowe Zwierciadła (grudzień)
- Poznań – Międzynarodowy Festiwal Filmów Młodego Widza „Ale Kino!” (grudzień)
- Poznań – Off Cinema
- Poznań – Transatlantyk (festiwal)
- Rzeszów – Multimediafestiwal Filmów Optymistycznych Happy End (październik)
- Sopot – Sopot Film Festival
- Świdnica – Festiwal Reżyserii Filmowej (czerwiec)
- Świnoujście – Świnokino
- Tarnobrzeg – Bartoszki Film Festival(inne języki) (sierpień)
- Tarnów – Tarnowska Nagroda Filmowa (maj)

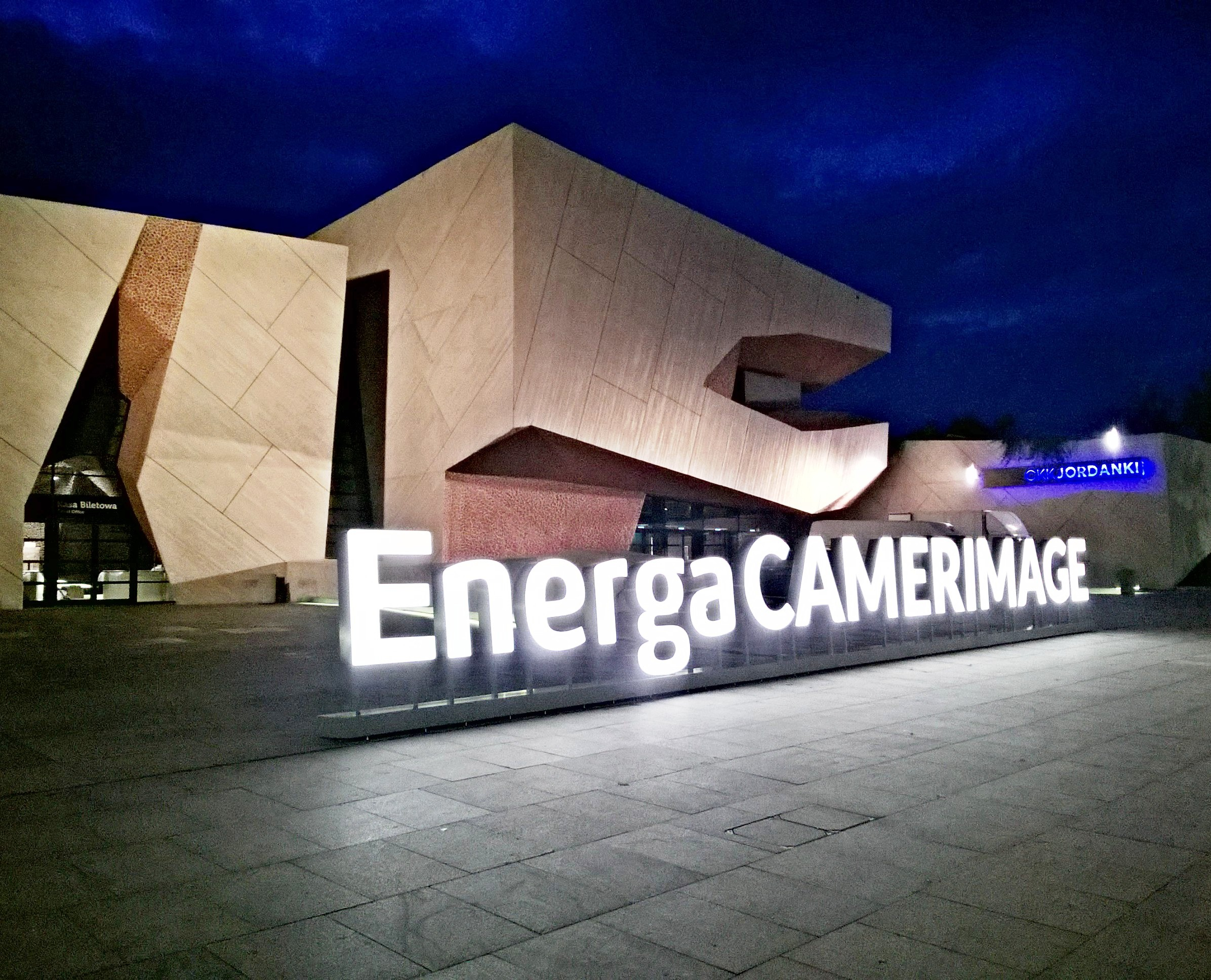
Neon Camerimage przed Centrum Kulturalno-Kongresowym Jordanki w Toruniu, 2019 rok

- Toruń – Międzynarodowy Festiwal Sztuki Autorów Zdjęć Filmowych Energa Camerimage (listopad)
- Toruń – Międzynarodowy Festiwal Filmowy TOFIFEST (październik)
- Toruń – Festiwal Antropologii Wizualnej ASPEKTY
- Warszawa – Festiwal Wiosna Filmów (kwiecień)
- Warszawa – Planete Doc Review (maj)
- Warszawa – Sputnik nad Polską – Festiwal Filmów Rosyjskich (listopad)
- Warszawa – Warszawski Międzynarodowy Festiwal Filmowy (październik)
- Warszawa – Festiwal Filmów Dokumentalnych Kino z duszą (listopad)
- Warszawa – Festiwal Filmowy Watch Docs (grudzień)
- Warszawa – Międzynarodowe Forum Niezależnych Filmów Fabularnych im. Jana Machulskiego (październik)
- Warszawa – „Piękni Dwudziestoletni” Festiwal Młodego Kina (marzec/kwiecień)
- Warszawa – Konkurs Amatorskich Filmów Licealnych KAFLA
- Warszawa – Sztuka Dokumentu (listopad)
- Warszawa – Praski Festiwal Filmów Młodzieżowych (marzec)[1]
- Warszawa – Ogólnopolski Festiwal Filmowy 9 Minut (listopad)[2]
- Warszawa, Katowice, Kraków, Poznań, Łódź – Pięć Smaków (październik)
- Wrocław – American Film Festival (październik)
- Wrocław – Nowe Horyzonty (lipiec)
- Wrocław – Festiwal Kina Amatorskiego i Niezależnego KAN (kwiecień)
- Wrocław – Międzynarodowy Festiwal Filmowy Ofensiva
- Września – Ogólnopolski Festiwal Sztuki Filmowej „Prowincjonalia” (luty)
- Zakopane – Spotkania z Filmem Górskim (wrzesień)
- Zwierzyniec – Letnia Akademia Filmowa (sierpień)
- Zielona Góra – Festiwal Filmowy „Kino Niezależne Filmowa Góra”(inne języki) (lipiec-sierpień)